# Icash
icash是一種臺灣電子錢包，icash Pay在韓國可使用。
功能為預付儲值卡，1.0由金財通商務科技提供、統一超商發行，2.0由愛金卡公司發行，可取代零錢付帳，並省去收取現金的時間及程序。icash無使用期限，可在統一超商各門市等地購買、儲值、消費，儲值金額上限為新臺幣一萬元。

## 簡介與歷史
- 統一超商配合icash的推廣，常有商品優惠，並有紅利積點活動；亦會配合各種節慶發行限定款式。
- iCash卡可透過統一超商實體門市等地點購得，或是自行上傳圖像進行訂製；統一超商轉投資成立愛金卡公司發行iCash 2.0後，亦開始針對iCash 2.0提供個性化客製卡服務及網路限定卡面。
- 2004年12月，中國信託商業銀行與統一超商共同開辦icash電子錢包服務。2007年4月1日，中國信託商業銀行與統一超商合作發行icashwave聯名信用卡，係將icash結合Visa Wave信用卡與中國信託商業銀行「Q-PAY」電子錢包服務。
- 2010年4月，統一超商推出兼具icash與悠遊卡功能的整合卡，稱為「icash悠遊卡」，同時也開放悠遊卡於統一超商購物，但icash卡與icash悠遊卡的活動不一定相同，而悠遊卡的促銷活動與icash亦有所不同。
- 2012年1月1日，中國信託商業銀行終止icashwave Q-PAY的自動儲值和消費扣款，統一超商同步停止電子錢包信用卡交易。
- 2014年，因應iCash服務升格為2.0版，加上點數優惠調整與虛擬通路整合的關係，針對iCash悠遊卡的所有優惠亦於該年底終止。
- 2015年3月16日，icash2.0可用於搭乘汎航通運路線，但餘額低於新台幣40元時無法持卡乘車。
- 2016年5月11日，icash2.0可用於搭乘臺灣鐵路管理局列車。
- 2016年6月1日，國立傳統藝術中心停用icash。[3]
- 2016年7月1日，icash2.0可搭乘高雄捷運（輕軌除外）。
- 2016年12月1日，連江縣公車上線使用。[4]
- 2017年1月1日，新北市瑞芳第二市場停用icash1.0[5]、高鐵・台鐵車票可支付代收代售[6]
- 2017年2月10日，icash2.0可搭乘台北捷運及臺北聯營公車。
- 2017年6月29日，中華電信旗下電子錢包服務Hami Wallet（現改名Hami Pay[7]）與愛金卡公司合作，提供手機icash2.0行動支付功能。[8]
- 2018年2月8日，icash2.0可搭乘桃園捷運機場線。
- 2018年9月1日，icash2.0可搭乘高雄市公車與大台南公車。
- 2019年1月1日，icash1.0全面停止使用。[9]
- 2019年3月1日，icash2.0可搭乘台中市公車、彰化縣公車、南投縣公車、屏東縣公車。
- 2019年5月10日，icash2.0可租借臺南市公共自行車。
- 2019年12月30日，遠傳電信所推出的friDay錢包（現名friDay理財+）重新支援下載icash2.0
- 2021年3月，icash2.0開放連結icash Pay電子支付帳戶自動加值，優先開放統一超商使用。
- 2021年9月1日，icash APP下架，其功能併入icash Pay APP中。
- 2021年12月24日，icash2.0於小北百貨上線，由中國信託商業銀行與信用卡併機。
- 2023年3月1日，全面停止租借臺南市公共自行車租借系統

## 卡片種類
| 種類                      | 優惠卡種 | 記名                   | 首次購買價格        | 感應方式 | 備註 |
| ------------------------- | -------- | ---------------------- | ------------------- | -------- | --- |
| icash                     | 普通卡   | 可申請記名             | 新臺幣100元（空卡） | 接觸式   | 停售，並於2019年1月1日零時起全面停止使用。 |
| icash悠遊卡               | 普通卡   | 可向悠遊卡公司申請記名 | 新臺幣100元（空卡） | 非接觸式 | 停產；2015年，因與悠遊卡公司結束合作，故不再提供紅利點數。原有的icash悠遊卡和普通版悠遊卡相同，可累積UUPON點數。 本質為悠遊卡，儲值、消費方式皆與悠遊卡相同，僅於合作期間可累積icash點數。 |
| icash2.0                  | 普通卡   | 可申請記名             | 新臺幣100元（空卡） | 非接觸式 | 客製化服務僅限於愛金卡官方網站提供。 |
| icash2.0                  | 學生證   | 預設即為記名狀態       | 首次發卡免費        | 非接觸式 | 目前使用icash2.0學生證的學校包含：華僑高中(含國中部)、智光商工(含進修部)、蘭陽技術學院、國立臺南藝術大學、南臺科技大學、日新工商(含進修部)。                                               |
| icash2.0                  | 學生卡   | 可申請記名             | 新臺幣100元（空卡） | 非接觸式 | 於宜花東、台南、高雄地區的統一超商門市販售有學生卡icash2.0，購買後需至愛金卡公司官網完成記名始可享有學生優惠。                                                                             |
| icash2.0                  | 優待卡   | 可申請記名             | 新臺幣100元（空卡） | 非接觸式 | 符合相關法令得購買半票之兒童、年滿65歲以上之民眾或領有身心障礙手冊人士適用，使用優惠票種時需出示相關證件。 目前於統一超商各門市均有販售。                                                  |
| 手機icash2.0 （中華電信） | 普通卡   | 預設即為記名狀態       | 目前為免費下載      | 非接觸式 | 需先至中華電信各服務中心申請更換為支援手機icash2.0功能的NFC-SIM卡，手機須為支援NFC功能的Android手機。                                                                                      |
| 手機icash2.0 （遠傳電信） | 普通卡   | 預設即為記名狀態       | 目前為免費下載      | 非接觸式 | 需先至遠傳電信各服務中心或透過文字、電話客服申請更換為支援手機icash2.0功能的NFC-SIM卡，手機須為支援NFC功能的Android手機。                                                                  |

### Icash聯名卡
由愛金卡公司與銀行合作，由銀行發行含icash2.0功能之信用卡，除原先的信用卡以及icash2.0功能以外，也支援icash2.0的自動加值功能。持卡人將信用卡功能開卡後，可至指定特約商店消費或是至統一超商各門市之ibon進行自動加值，即可啟用icash聯名卡之完整功能。持卡人於特約商店消費時若餘額不足，會自動加值新臺幣500元的倍數金額至卡片內以補足餘額（於7-11消費時，單筆自動加值金額上限為10,000元；其餘特約商店單筆自動加值金額上限為3,000元）。於交通類的使用範圍使用時，若進站金額低於100元或是出站時餘額不足以扣款，也會觸發自動加值，詳細觸發條件如下表。
目前發行icash聯名卡的銀行包含台新銀行、華南銀行、兆豐銀行、合作金庫銀行、第一銀行、中國信託銀行、元大銀行、國泰世華銀行、玉山銀行、台北富邦銀行、土地銀行。
| 使用地點                     | 自動加值的判斷條件                    | 自動加值的判斷條件             | 自動加值金額                                                                       | 注意事項           |
| 使用地點                     | 進站/消費                             | 出站                           | 自動加值金額                                                                       | 注意事項           |
| ---------------------------- | ------------------------------------- | ------------------------------ | ---------------------------------------------------------------------------------- | ------------------ |
| 小額消費商店                 | 卡片餘額不足以支付當次交易金額時      | 不適用                         | 500元或其倍數或加值至儲值餘額上限1萬元（單筆上限3,000元/統一超商單筆上限10,000元） |                    |
| ibon (7-11的KIOSK)           | 卡片餘額低於100元，依畫面指示自行操作 | 不適用                         | 500元                                                                              |                    |
| 停車場閘門                   | 卡片餘額低於100元時                   | 卡片餘額不足以支付當次停車費時 | 500元                                                                              | 每日限一次自動加值 |
| 臺鐵閘門                     | 卡片餘額低於100元時                   | 卡片餘額不足以支付當次車資時   | 500元                                                                              | 每日限一次自動加值 |
| 捷運、輕軌入口               | 卡片餘額低於100元時                   | 不適用                         | 500元                                                                              | 每日限一次自動加值 |
| 劍湖山世界、麗寶樂園入口閘門 | 卡片餘額不足以支付當次交易金額時      | 不適用                         | 500元                                                                              | 每日限一次自動加值 |

## 外部連結
- iCash（繁體中文）
- icash的Facebook專頁
- icash2.0的Instagram帳戶